# کلیفورد کمبول
سر کلیفورد کمبول (انگلیسی: Sir Clifford Campbell)؛ زادهٔ ۲۸ ژوئن ۱۸۹۲ – درگذشتهٔ ۲۸ سپتامبر ۱۹۹۱) یک سیاست‌مدار اهل جامائیکا بود. وی فرماندار کل جامائیکا از ۱ دسامبر ۱۹۶۲ تا ۲ مارس ۱۹۷۳ بود.
کلیفورد کمبول در ۲۸ سپتامبر ۱۹۹۱، در سن ۹۹ سالگی درگذشت.